# Ludwig Burmester

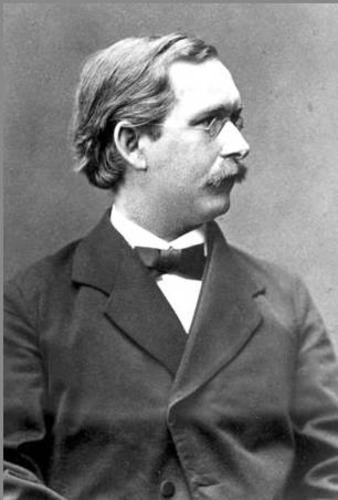
Ludwig Burmester

Ludwig Ernst Hans Burmester (* 5. Mai 1840 in Othmarschen, jetzt Stadtteil von Hamburg; † 20. April 1927 in München) war ein lange Zeit in Dresden lebender Mathematiker, Ingenieurwissenschaftler und Erfinder der nach ihm benannten Burmester-Schablonen.

## Leben
Seine Eltern waren der Kunstgärtner Gottfried Burmester und Wilhelmine Burmester, geb. Weigel.
Im Alter von 14 Jahren begann er eine Lehre in einer Hamburger Werkstatt für Präzisionsmechanik. Ihm war erlaubt, die Polytechnische Schule von Otto Jennssen zu besuchen. Er interessierte sich für Telegraphen, ging nach Berlin zu Siemens & Halske, wo er solche Maschinen baute.
Er studierte danach in Dresden, Göttingen und Heidelberg. Seine Dissertation, die er an der Georg-August-Universität Göttingen im Jahr 1865 schrieb, trug den Titel Elemente einer Theorie der Isophoten (Linien gleicher Lichtintensität).
Im Jahr 1866 wurde er Lehrer in Lodz, 1870 in Dresden und im Folgejahr dort Privatdozent. Am 16. März 1872 wurde er als erster Professor für Darstellende Geometrie an das Königlich-Sächsische Polytechnikum, wie die Technische Universität Dresden damals noch hieß, berufen. Dort war er unter anderem ein Kollege von Christian Otto Mohr, der zu jener Zeit seine Untersuchungen zum Mohrschen Kreis in der Technischen Mechanik betrieb.
1884 wurde er zum Mitglied der Leopoldina gewählt. Im Jahr 1887 wurde er an der Technischen Universität München Professor für darstellende Geometrie und Kinematik.
Im Jahr 1905 wurde er Ehrenmitglied und 1909 ordentliches Mitglied der Bayerischen Akademie der Wissenschaften. 1906 verlieh ihm die TH Hannover die Ehrendoktorwürde. Er war Ritter des Königlich-Sächsischen Albrechts-Ordens I. Klasse und Inhaber des Verdienstordens vom Hl. Michael IV. Klasse.

## Werke
Ludwig Burmester schrieb unter anderem ein Lehrbuch der Kinematik, das im Jahr 1888 erschien, sowie ein Buch mit dem Titel Theorie und Darstellung der Beleuchtung gesetzmäßig gestalteter Flächen, das bereits 13 Jahre eher, im  Jahr 1875 in Leipzig erschien und einen Katalog mathematischer Modelle, der 1892 in München erschien.
Er entwickelte weiterhin sogenannte Reliefmodelle, die an der TU in Dresden im Jahr 2004 nachgebildet wurden.